# Cathédrale de Reggio de Calabre
La cathédrale de Reggio de Calabre ou cathédrale Notre-Dame-de-l'Assomption-au-Ciel (en italien : Duomo di Reggio ou Basilica Cattedrale Metropolitana di Maria Santissima Assunta in Cielo) est une église catholique romaine de Reggio de Calabre, en Italie. Plus grand édifice religieux de la région Calabre, elle est la cathédrale de l'archidiocèse de Reggio de Calabre-Bova. Elle a été élevée à la dignité de basilique mineure le 21 juin 1978. 

## Architecture

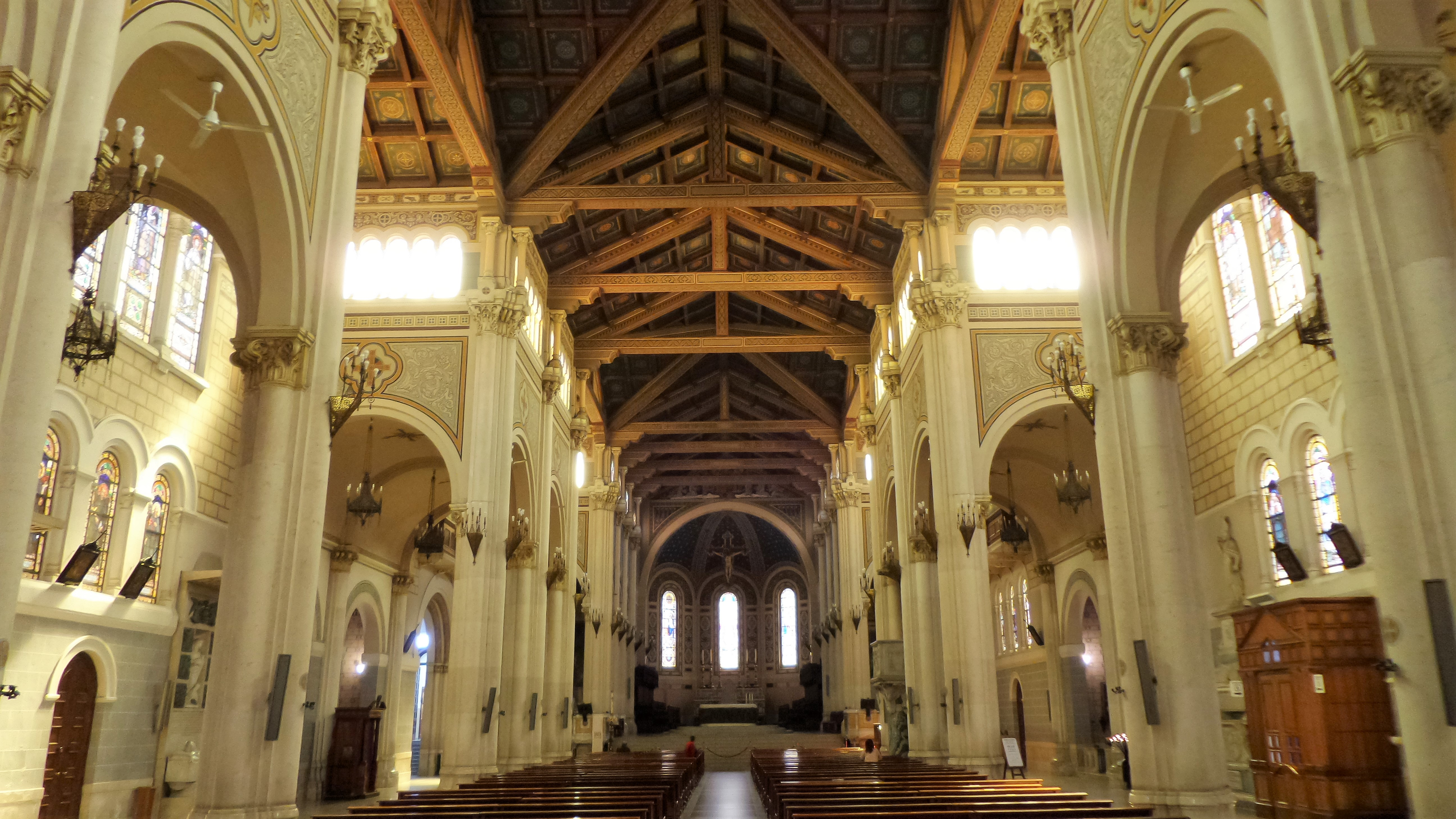
La nef.
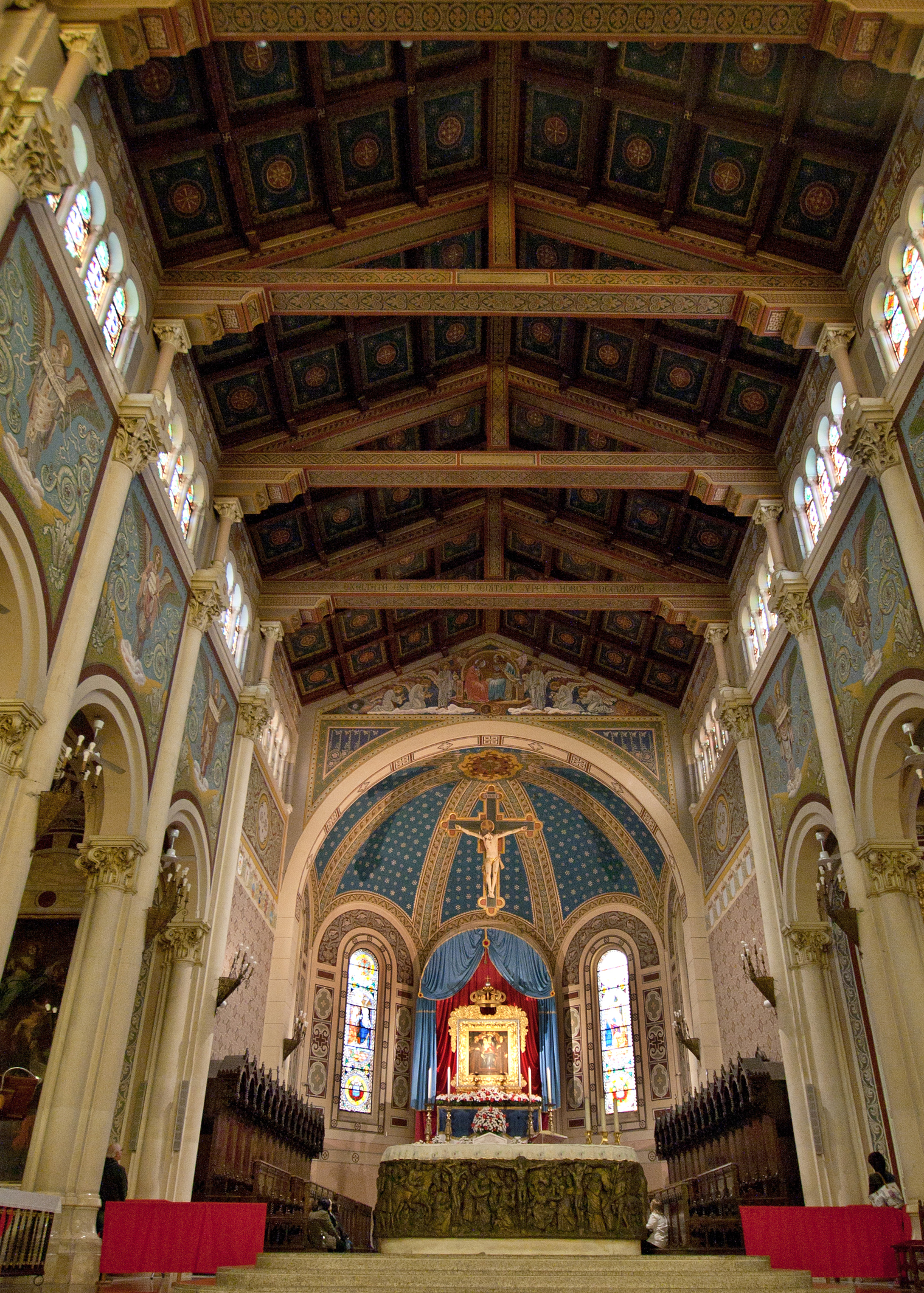
Le chœur et l'abside.

### Articles liés
- Archidiocèse de Reggio de Calabre-Bova
- Reggio de Calabre
- Liste des cathédrales d'Italie
- Liste des cathédrales de la Calabre